# Eriba-Adad II
Eriba-Adad II (fl. XI secolo a.C.) fu re degli Assiri dal 1055 al 1054 a.C. Succedette a suo padre, Assur-bel-kala, ma regnò per soli due anni prima che il trono venisse usurpato dallo zio, Shamshi-Adad IV.